# Hódos Tibor
Hódos Tibor, születési nevén Hatscher Tibor (Budapest, 1934. augusztus 26. – Budapest, 2009. február 23.) pszichológus, címzetes egyetemi docens, az orvostudományok kandidátusa.

## Életpályája
Apja, Hatscher Alfréd (1896–1944?) szállítmányozási vámkezelőként dolgozott, a holokauszt áldozata lett. Anyja Weisz Ilona (1902–1975). Középiskolai tanulmányait a budapesti Fáy András Gimnáziumban végezte, ahol 1952-ben tett érettségi vizsgát. Ezt követően az Eötvös Loránd Tudományegyetem Lenin Intézetének filozófia és logika szakos hallgatója volt. 1957–1958-ban a budapesti Kulich Gyula Középiskolában dolgozott kollégiumi nevelőtanárként. 1958 és 1960 között a 12 évfolyamos Arany János iskolában tanított. 1960-tól az Országos Munkaegészségügyi Intézet (OMI), illetve az Országos Munkahigiénés és Foglalkoztatás-egészségügyi Intézet Munkalélektan és Foglalkozási Idegbetegségek Osztálya tudományos segédmunkatársa, 1962-től 1970-ig tudományos munkatársa volt. 1964-ben az ELTE Bölcsészettudományi Karán középiskolai tanári oklevelet szerzett, majd négy évig a leningrádi Zsdanov Állami Egyetem aspiránsa volt, ahol 1968-ban a pedagógiai (pszichológiai) tudományok kandidátusává nyilvánították. 1970 és 1980 között az OMI tudományos főmunkatársa, 1980 és 1994 között a Munkalélektani Osztály vezetője, s 1994-es nyugalomba vonulását követően tanácsadója volt. 1990-től 1997-ig betöltötte a Magyar Pszichológusok Társasága főtitkárhelyettesi posztját.
Felesége Csizmadia Marianna orvos, az Országos Ideg- és Elmegyógyintézet neurológus szakorvosa.

## Főbb művei
- Az üzemi légkörről. (Ipargazdaság, 1961)
- Munkahelyen történő, sorozatvizsgálatok számára szolgáló vizsgálóberendezés. (Magyar Pszichológiai Szemle, 1961)
- Futószalagon dolgozó ruhaipari munkások neurózisának vizsgálata. Bálint Istvánnal. (Pszichológiai Tanulmányok. IV. Budapest, 1962)
- Futószalagon dolgozó ruhaipari munkások neuropszichiátriai vizsgálata. Bálint Istvánnal, Varga Bertával. (Ideggyógyászati Szemle, 1962)
- A színdinamika üzemi alkalmazása. Bálint Istvánnal. (Magyar Pszichológiai Szemle, 1962)
- Pszichoneurózis-morbiditás vizsgálata nagyüzemi dolgozókon. Bálint Istvánnal. (Egészségtudomány, 1962)
- Érettségi előtt állók a vallásról. (Világosság, 1962)
- Futószalagon dolgozó motorkészítők idegrendszeri igénybevételének vizsgálata. Bálint Istvánnal. (Ideggyógyászati Szemle, 1963)
- Pszichoneurózis-morbiditás vizsgálata nagyüzemi dolgozókon. Bálint Istvánnal. (Egészségtudomány, 1964)
- Adaptáció vizsgálata futószalag-dolgozókon. Bálint Istvánnal. (Pszichológiai tanulmányok. VI. Budapest, 1964)
- A Frenolonnak a reakcióidőre, a tremorra és a koordinációra gyakorolt hatására vonatkozó vizsgálatok. Soós Gáborral, Rózsahegyi Istvánnal. (Magyar Belorvosi Archivum, 1964, 5.)
- A műveletelemzés, a munka- és pihenési rend pszichológiai kérdései futószalag munkánál. (Magyar Pszichológiai Szemle, 1965)
- Fonónők neurózis-morbiditásának alakulásában szerepet játszó tényezők vizsgálata. Bálint Istvánnal. (Ideggyógyászati Szemle, 1966)
- Ember és gép. (Világosság, 1966)
- A munkatevékenység és a munkakörülmények pszichológiai vizsgálata fonóüzemben. Bálint Istvánnal. (Pszichológiai tanulmányok. VIII. Budapest, 1966)
- Az idő és az ember. (Világosság, 1967)
- Kísérleti modell a monoton vezérlőtevékenység vizsgálatára. (Magyar Pszichológiai Szemle, 1967)
- Folyamatos termelés, futószalag-munka és korszerű pszichológia. (Valóság, 1967)
- A futószalag- és automatizált termelés pszichológiája. Bálint Istvánnal. (Munkavédelmi kiskönyvtár. 20. Budapest, 1967)
- Az emberi munkatevékenység pszichológiai vizsgálata a folyamatos futószalagrendszerben. Kandidátusi értekezés. Orosz nyelven. (Leningrád, 1968)
- A munkaritmus megszervezésének pszichológiai vizsgálata a futószalag-termelésben. (Ipargazdaság, 1969)
- Az emberi munkatevékenység gyorsaságának, pontosságának és megbízhatóságának modellvizsgálata. (Magyar Pszichológiai Szemle, 1970)
- Az ember–gép rendszer tervezése. (Az Országos Vezetőképző Központ kiadványa. Budapest, 1971)
- Munkalélektan. 1. Objektív vizsgálati módszerek és paraméterek. Rókusfalvy Pállal, Vaszkó Mihállyal. (Ergonómiai tanulmányok. 5–6. Budapest, 1971)
- A budapesti Metró-irányítóközpont pszichológiai vizsgálatának néhány eredménye. (Magyar Pszichológiai Szemle, 1973)
- Erőmű vezénylőtermi dolgozók pszichológiai vizsgálata. Többekkel. (A Magyar Pszichológiai Társaság IV. Tudományos Jubileumi Nagygyűlése előadásai. 1975. november 17–18. Budapest, 1975)
- A dolgozó tárgyi környezete. A termelésirányítás emberi tényezői. Többekkel. (A munkahelyi vezetők továbbképzése. Budapest, 1975)
- A munkalélektani kutatás helyzetéről. (Magyar Pszichológiai Szemle, 1980)
- Az ember–munkaeszköz kapcsolat kialakítása. (Munkaegészségtan, üzemegészségtan. Budapest, 1981)
- Folyamatos munkarendben dolgozó operátorok pszichológiai igénybevételének vizsgálata. Bánkutiné Csór Évával, Völgyesné Fekete Annával. (Magyar Pszichológiai Szemle, 1983)
- Környezet: képernyő, egészség, felmérés. Drjenovszky Bélával. (Börtönügyi Szemle, 1993)
- Munka és pszichés állapot. Egyetemi jegyzet. (Budapest, 1994)
- Barátom, a számítógép. (Budapest, 1998)
- Képernyős munkahelyek egészségkímélő megvilágítása. (Alkalmazott Pszichológia, 2000)
- Pszichoszociális kóroki tényezők, pszichoszociális eredetű megbetegedések és prevenciójuk a munkahelyen. – Képernyős munkahely. (Munkaegészségtan. Foglalkozás-orvostan, foglalkozási megbetegedések, munkahigiéné. Szerk. Ungváry György, Vincze Judit, Windberg László. Budapest, 2000)
- Egészségmegőrzés a képernyő előtt. (Budapest, 2001)
- Szoftverergonómiai követelmények. (Magyar Grafika, 2004)

### Fordításai
- Borisz Fjodorovics Lomov: Ember és technika. A műszaki pszichológia alapjai. A bevezetést írta:  Borisz Geraszimovics Anajev. Ford. (Budapest, 1969)